# Amapola negra
Amapola negra fue una serie de historietas bélica creada por el guionista Héctor Germán Oesterheld y el dibujante Francisco Solano López para la revista Hora Cero, y publicada en 1958 y 1959.

## Trayectoria editorial
La serie se desarrolló en 15 episodios publicados desde julio de 1958 en los números 15 al 29 de Hora Cero, más una tima entrega, titulada Misión Especial, que apareció en el número 11 de Hora Cero Extra! (junio de 1959).

## Argumento y personajes
Amapola negra narra las misiones llevadas a cabo por la tripulación de un Boeing B-17 Flying Fortress de las Fuerzas Aéreas del Ejército de los Estados Unidos durante la Segunda Guerra Mundial.